# (Where Do I Begin?) Love Story
(Where Do I Begin?) Love Story – utwór napisany w 1970 roku przez Francisa Laia i Carla Sigmana, po raz pierwszy opublikowany został w wersji instrumentalnej jako ścieżka dźwiękowa do amerykańskiego filmu Love Story z 1970 roku.
W latach 1973–1974 utwór został wykorzystany jako motyw przewodni serialu Love Story w amerykańskiej telewizji NBC.

## Wersje innych wykonawców
Utwór doczekał się wielu aranżacji wykonanych przez innych artystów. Pierwszym wykonawcą tej piosenki był Andy Williams, którego wersja dotarła do 9. miejsca amerykańskiego notowania Hot 100 oraz do 4. miejsca brytyjskiej listy przebojów. W 1979 roku piosenkarz wydał utwór w wersji „disco”. Zaśpiewał on także tę piosenkę razem z Miss Piggy w jednym z odcinków programu telewizyjnego Muppet Show.
Utwór został nagrany również przez samego Francisa Laia we współpracy z orkiestrą, a także przez takich wykonawców, jak m.in. Henry Mancini, Vikki Carr, Glen Campbell, Rick Astley, Engelbert Humperdinck, Johnny Mathis, Astrud Gilberto, Patricia Kaas, Sergio Franchi, Nana Muschuri, Paul Mauriat, Richard Clayderman, Barry Manilow i Shirley Bassey. 
Piosenka została nagrana również, przez innych wykonawców, w innych wersjach językowych: Aurelian Andreescu (rumuński), Mireille Mathieu (francuski), Jana Kocianová (slowacki),  G.Fla (koreański), Nora Aunor (filipiński), Patty Pravo (włoski) i zespół MIR (estoński).
Piosenka została wykorzystana także jako sampel w wielu utworach innych wykonawców. Zespół Immortal Technique wykorzystał podkład muzyczny kompozycji w swoim utworze „Dance with the Devil”. Amerykańska grupa thrash metalowa Gwar nagrała piosenkę „Don’s Bong Is Gone” inspirowaną utworem „Love Story”.